# Kościół Trójcy Świętej w Leśnicy
Kościół Trójcy Świętej – rzymskokatolicki kościół parafialny należący do dekanatu Leśnica diecezji opolskiej.

## Historia i organy
Budowla kilkakrotnie była niszczona przez pożary. Obecna świątynia została wzniesiona w drugiej połowie XV wieku, następnie została przebudowana gruntownie w latach 1717–1720 i rozbudowana w 1939 roku. 
W kościele znajdują się organy wykonane przez firmę Schlag und Söhne w 1896 roku. Instrument posiada 17 głosów oraz pneumatyczne: trakturę gry i trakturę rejestrów. Stan organów jest bardzo zły.